# Енсинас Реалес
Енсинас Реалес (на испански: Encinas Reales) е населено място и община в Испания. Намира се в провинция Кордоба, в състава на автономната област Андалусия. Общината влиза в състава на района (комарка) Суббетика. Заема площ от 34 km². Населението му е 2419 души (по преброяване от 2010 г.). Разстоянието до административния център на провинцията е 87 km.

## Демография
| 1996 | 1998 | 1999 | 2000 | 2001 | 2002 | 2003 | 2004 | 2005 | 2006 |
| ---- | ---- | ---- | ---- | ---- | ---- | ---- | ---- | ---- | ---- |
| 2333 | 2341 | 2395 | 2401 | 2383 | 2373 | 2364 | 2408 | 2415 | 2425 |